# Antonio Cassano
Antonio Cassano (Bari, 12 juli 1982) is een Italiaans voormalig voetballer die bij voorkeur als aanvaller speelde.

## Clubcarrière
Cassano debuteerde op 16-jarige leeftijd in de A-selectie van Bari. Na twee seizoenen vertrok hij voor 32 miljoen euro naar AS Roma. Cassano werd beschouwd als een van de grotere voetbaltalenten van Europa. Zo maakte hij op het Europees kampioenschap voetbal 2004 twee van de drie Italiaanse doelpunten. Cassano werd gezien als een 'enfant terrible'. Bij AS Roma en Real Madrid botste hij meerdere malen met de toenmalige trainers. Omdat zijn contract bijna afliep en er geen nieuwe overeenkomst bereikt werd, verkocht AS Roma Cassano in de winter van 2006 voor vijf miljoen euro aan Real Madrid. In zijn eerste seizoen bij de Koninklijke speelde Cassano zeventien wedstrijden en was hij goed voor twee doelpunten. In de zomer van 2006 werd Fabio Capello aangesteld als trainer. Na een ruzie met de Italiaanse oefenmeester ging het de verkeerde kant op voor Cassano. Hij werd hierdoor uit de selectie gezet. Hierna vertrok hij in 2007 naar UC Sampdoria.
Nadat hij in oktober 2010 in onmin geraakte met de eigenaar van Sampdoria tekende hij op 21 december 2010 een contract bij AC Milan. In een oefenduel op 2 januari debuteerde hij voor Milan, waar hij het rugnummer 99 kreeg toegewezen. Op 31 oktober 2011 werd door AC Milan bekendgemaakt dat hij die dag ervoor was getroffen door een beroerte, waarna hij een hartoperatie onderging. Cassano vertrok bij Milan in de zomer van 2012, waarna hij in het seizoen 2012/13 aan de slag ging bij Internazionale. Dat verhuurde hem in het seizoen 2013/14 aan Parma FC, waar hij in 34 competitieduels twaalf doelpunten maakte. Cassano trad vervolgens in vaste dienst bij Parma en tekende er voor één jaar. Een half jaar later dreigde hij de club voor de rechter te slepen vanwege het uitblijven van zijn salaris. Hij zag af van gerechtelijke stappen nadat Parma akkoord ging met een voortijdige, directe ontbinding van zijn contract.
Cassano tekende in augustus 2015 een contract tot medio 2017 bij UC Sampdoria. Dat ontbond in januari 2017 zijn contract, nadat coach Marco Giampaolo in het voorgaande halfjaar geen beroep op hem deed.
Cassano tekende in juli 2017 bij Hellas Verona. Na een aantal oefenwedstrijden, maakte hij niettemin bekend te stoppen met voetballen. Hoewel hij hier een aantal dagen later op terugkwam, verklaarde hij weer wat dagen verder toch te stoppen.

## Clubstatistieken
| Seizoen | Club           | Competitie       | Duels | Goals |
| ------- | -------------- | ---------------- | ----- | ----- |
| 2000/01 | AS Bari        | Serie A          | 28    | 3     |
| 2001/02 | AS Roma        | Serie A          | 22    | 5     |
| 2002/03 | AS Roma        | Serie A          | 27    | 9     |
| 2003/04 | AS Roma        | Serie A          | 33    | 14    |
| 2004/05 | AS Roma        | Serie A          | 32    | 9     |
| 2005/06 | AS Roma        | Serie A          | 5     | 2     |
| 2005/06 | Real Madrid    | Primera División | 12    | 1     |
| 2006/07 | Real Madrid    | Primera División | 7     | 1     |
| 2007/08 | UC Sampdoria   | Serie A          | 22    | 10    |
| 2008/09 | UC Sampdoria   | Serie A          | 35    | 12    |
| 2009/10 | UC Sampdoria   | Serie A          | 32    | 9     |
| 2010/11 | UC Sampdoria   | Serie A          | 7     | 4     |
| 2010/11 | AC Milan       | Serie A          | 17    | 4     |
| 2011/12 | AC Milan       | Serie A          | 16    | 3     |
| 2012/13 | Internazionale | Serie A          | 28    | 8     |
| 2013/14 | → Parma        | Serie A          | 34    | 12    |
| 2014/15 | Parma          | Serie A          | 19    | 5     |
| 2015/16 | UC Sampdoria   | Serie A          | 24    | 2     |
| 2016/17 | UC Sampdoria   | Serie A          | 0     | 0     |
| 2017/18 | Hellas Verona  | Serie A          | 0     | 0     |
| Totaal  | Totaal         | Totaal           | 400   | 113   |

## Interlandcarrière
Antonio Cassano maakte zijn debuut in het Italiaans voetbalelftal op 12 november 2003 in een vriendschappelijke wedstrijd tegen Polen (3–1 verlies). Cassano nam met Italië deel aan het Europees kampioenschap voetbal 2012 in Polen en Oekraïne, waar de ploeg van bondscoach Cesare Prandelli de finale bereikte. Daarin verloor de La Squadra Azzurra met 4–0 van titelverdediger Spanje. Cassano moest in de finale na de eerste helft plaatsmaken voor Antonio Di Natale. Ook voor het wereldkampioenschap voetbal 2014 in Brazilië werd Cassano geselecteerd door Prandelli. Hij speelde mee in de verloren duels tegen Costa Rica en Uruguay.

## Erelijst
| Competitie                |         |         |         |         |
| Competitie                | Aantal  | Jaren   |         |         |
| AS Roma                   | AS Roma | AS Roma | AS Roma | AS Roma |
| ------------------------- | ------- | ------- | ------- | ------- |
| Supercoppa                | 1x      | 2001    |         |         |
| Real Madrid               |         |         |         |         |
| Kampioen Primera División | 1x      | 2006/07 |         |         |
| AC Milan                  |         |         |         |         |
| Kampioen Serie A          | 1x      | 2010/11 |         |         |
| Supercoppa                | 1x      | 2011    |         |         |

## Privé
Cassano trouwde op 19 juni 2010 met de waterpoloster Carolina Marcialis. Samen kregen ze twee zoons, van wie ze er één naar Lionel Messi vernoemden. Naast Milaan als vaste woonplaats huurt hij tegenwoordig tevens een appartement in Amsterdam.